# Zeuxoides mawbeyi
Zeuxoides mawbeyi is een naaldkreeftjessoort uit de familie van de Tanaidae. De wetenschappelijke naam van de soort is voor het eerst geldig gepubliceerd in 2008 door Edgar.